# Тідагольм
Тідагольм (швед. Tidaholm) — місто в Швеції, адміністративний центр однойменної комуни в лені Вестра-Йоталанд. Місто розташоване на річці Тідан за 30 км на схід від Фальчепінгу і за 32 км на південь від Шевде.

## Історія
Тідагольм почав розвиватися з 1799 року після створення металургійного завод на базі водяного млина. Його промисловий характер підкріплюється в 1868 році, коли побудували сірниковий завод - Vulkan. Цей завод в кінцевому результаті став найбільшим у світі. Незабаром 1895 році Тідагольм отримав статус купецького міста (чепінга), а в 1910 році і статус міста. 
Починаючи з 1903 року на металургійному заводі було вирішено випускати вантажні автомобілі марки «Тідагольм». В 1934 році завод був змушений піти на злиття з відомим шведським металургійним і машинобудівним підприємством Bofors. 

## Населення
Населення становить 8 027 особи (2010). 

## Культура
У центрі міста знаходиться виставка голограм. Також в місті знаходиться автомобільній музей фірми  Tidaholm Bruk